# Jesús Vázquez Abad
Jesús Vázquez Abad, nacido en Núremberg, Alemania, el 22 de septiembre de 1967, es un político español perteneciente al PPdeG y exalcalde de la ciudad de Orense.

## Trayectoria
Se doctoró en Ciencias Económicas y es decano de la Facultad de Ciencias Empresariales y Turismo de Orense. A nivel político, fue portavoz del Partido Popular de Galicia de Universidades y diputado de este mismo partido en el Congreso de los Diputados en Madrid. En abril de 2009 es designado por Alberto Núñez Feijóo, para ocuparse de la Consejería de Educación y Ordenación Universitaria, entrando a formar parte del nuevo gobierno popular de la Junta de Galicia. Diputado de la ix legislatura del Parlamento de Galicia entre 2012 y 2015, y alcalde de Ourense por el PP desde junio de 2015 hasta el 15 de junio del 2019.
| Predecesor: Laura Sánchez Piñón                                                                | Consejero de Educación y Ordenación Universitaria de la Junta de Galicia 2009-2012          | Sucesor: Él mismo (Cultura, Educación y Ordenación Universitaria) |
| Predecesor: Él mismo (Educación y Ordenación Universitaria) Roberto Varela (Cultura y Turismo) | Consejero de Cultura, Educación y Ordenación Universitaria de la Junta de Galicia 2012-2015 | Sucesor: Román Rodríguez González                                 |
| Predecesor: Agustín Fernández Gallego                                                          | Alcalde de Orense 2015-2019                                                                 | Sucesor: Gonzalo Pérez Jácome                                     |